# Marie François Sadi Carnot

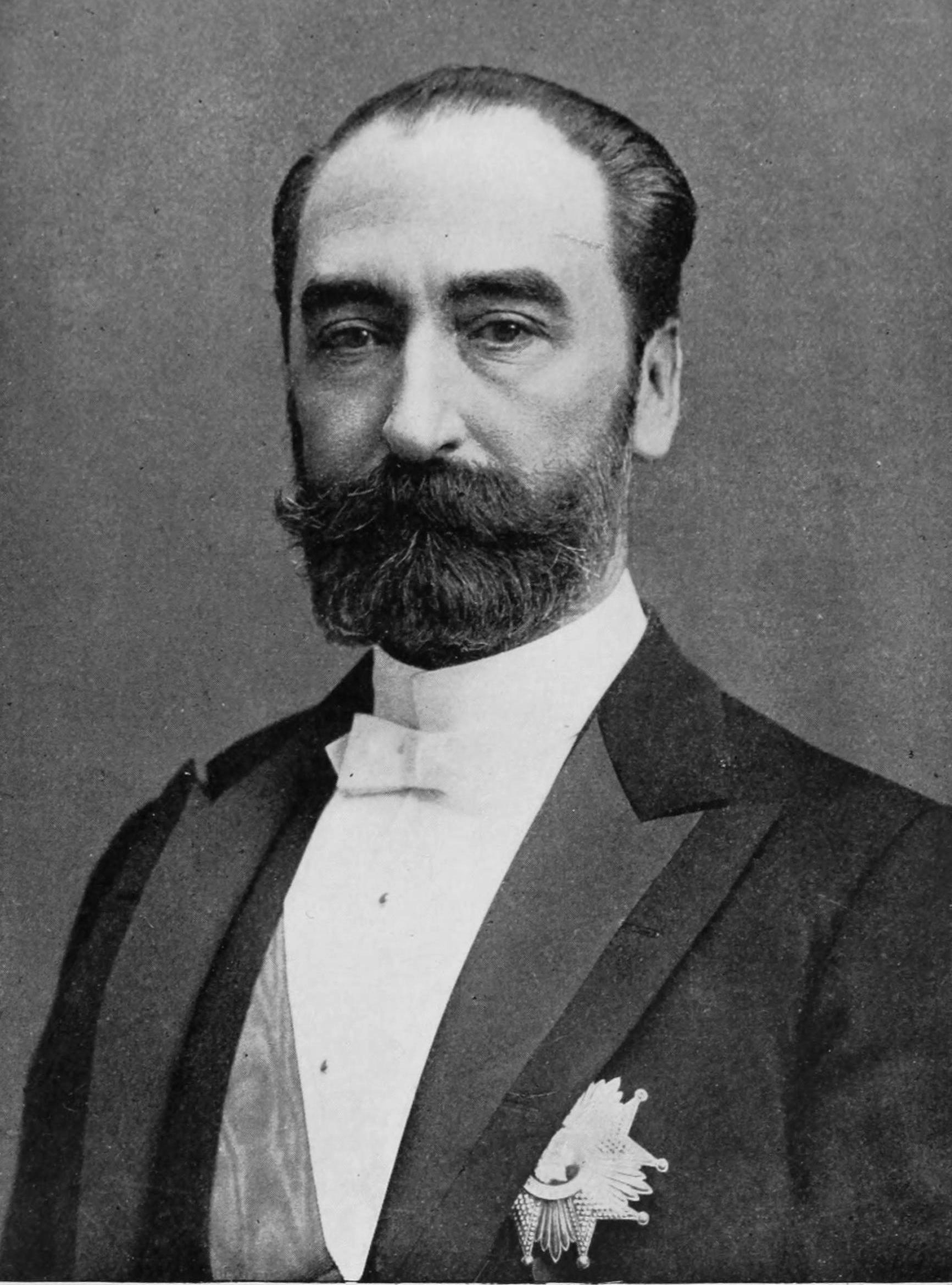
Sadi Carnot

Marie François Sadi Carnot (* 11. August 1837 in Limoges; † 25. Juni 1894 in Lyon) war ein französischer Politiker und Ingenieur. Er war französischer Staatspräsident von 1887 bis zu seiner Ermordung 1894.

## Familie, Ausbildung und Ingenieurberuf
Carnot wurde als Sohn des republikanischen Politikers Hippolyte Carnot (1801–1888) und der Claire Dupont (1816–1897) geboren. Er war ein Enkel von Lazare Carnot (1753–1823) und Neffe des Physikers Nicolas Sadi Carnot (1796–1832). Der Chemiker und Geologe Marie Adolphe Carnot (1839–1920) war sein jüngerer Bruder. Carnots Vorname Sadi leitet sich vom persischen Dichter Saadi ab, den der Großvater verehrte. Die Familie der Mutter kam aus dem Dorf Grenord (Département Charente) im Limousin, wo Sadi Carnot getauft wurde und oft die Sommerferien verbrachte.
Als Schüler am renommierten Lycée impérial Bonaparte (dem heutigen Lycée Condorcet) gewann Sadi Carnot mehrmals den Concours général, vor allem in Altgriechisch. Das Baccalauréat legte er sowohl mit geistes- als auch mit naturwissenschaftlichem Profil ab. Ab 1857 absolvierte er ein Ingenieurstudium an der École polytechnique und der École nationale des ponts et chaussées (Hochschule für Brücken- und Straßenbau) in Paris, wo er 1863 als Jahrgangsbester abschloss.
Wie sein Vater war Sadi Carnot Anhänger der Republik. Schon während des Studiums gründete er einen republikanischen Zirkel und wurde 1860 kurzzeitig wegen Unterstützung des italienischen Revolutionärs Giuseppe Garibaldi inhaftiert. Am 2. Juni 1863 heiratete er Cécile Dupont-White (1841–1898), Tochter des britischstämmigen Anwalts und Ökonomen Charles Brook Dupont-White. Das Ehepaar hatte vier Kinder: Claire, Sadi, Ernest und François.
Als Beamter für Brücken- und Straßenbau wurde Carnot 1864 in das staatliche Corps des ingénieurs des ponts et chaussées aufgenommen und in das wenige Jahre zuvor vom Königreich Sardinien-Piemont gewonnene Département Haute-Savoie in den Alpen entsandt. In dieser Funktion war er u. a. für den Bau der Bahnstrecke von Annecy nach Annemasse verantwortlich. Er entwarf zudem eine Straßenbrücke über die Rhône bei Collonges (Ain).

## Politische Karriere
Nach der Ausrufung der Dritten Republik während des Deutsch-Französischen Krieges wurde Carnot im Januar 1871 zum Präfekten des Départements Seine-Inférieure ernannt. Einen Monat später wurde er als Abgeordneter des Départements Côte-d’Or in die Nationalversammlung gewählt. Dort saß er in der Fraktion Gauche républicaine der „gemäßigten Republikaner“. Als Abgeordneter wurde er viermal wiedergewählt und gehörte dem Parlament bis zu seiner Wahl zum Staatspräsidenten 1887 an.
Carnot wurde 1878 Staatssekretär, zwei Jahre später Minister für öffentliche Arbeiten im Kabinett Ferry I. Von April 1885 bis Dezember 1886 war er Finanzminister. Nach der erzwungenen Abdankung des Staatspräsidenten Jules Grévy wurde Carnot am 3. Dezember 1887 zu dessen Nachfolger gewählt. Der Anfang seiner Amtszeit war von den Unruhen um Georges Boulanger gekennzeichnet. Carnot war Schirmherr der Pariser Weltausstellung 1889, zu der der Eiffelturm gebaut wurde. 1892 erschütterte der Panamaskandal die französische Politik.

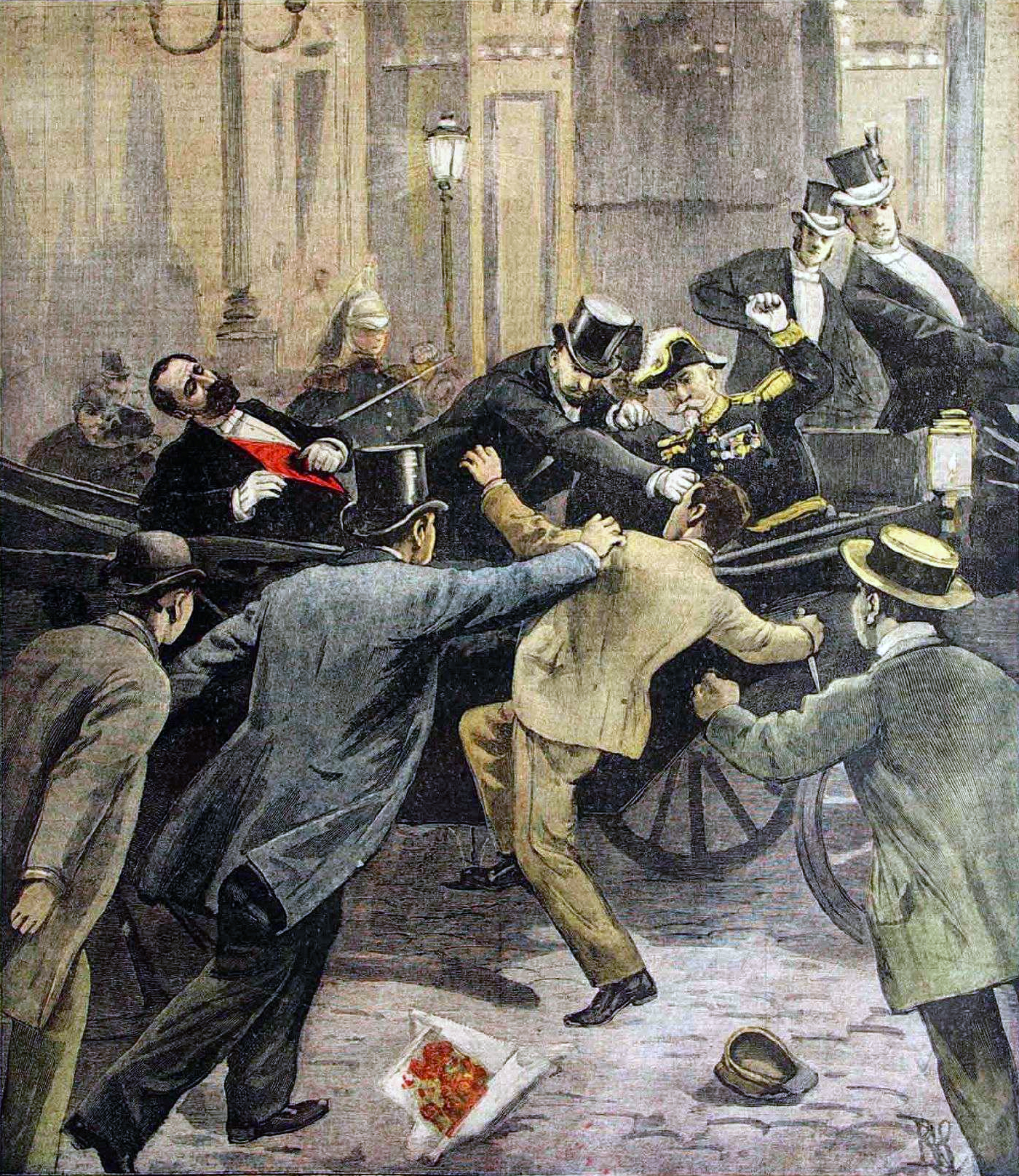
Darstellung des Anschlags auf Carnot auf dem Titelblatt des Le Petit Journal, 2. Juli 1894

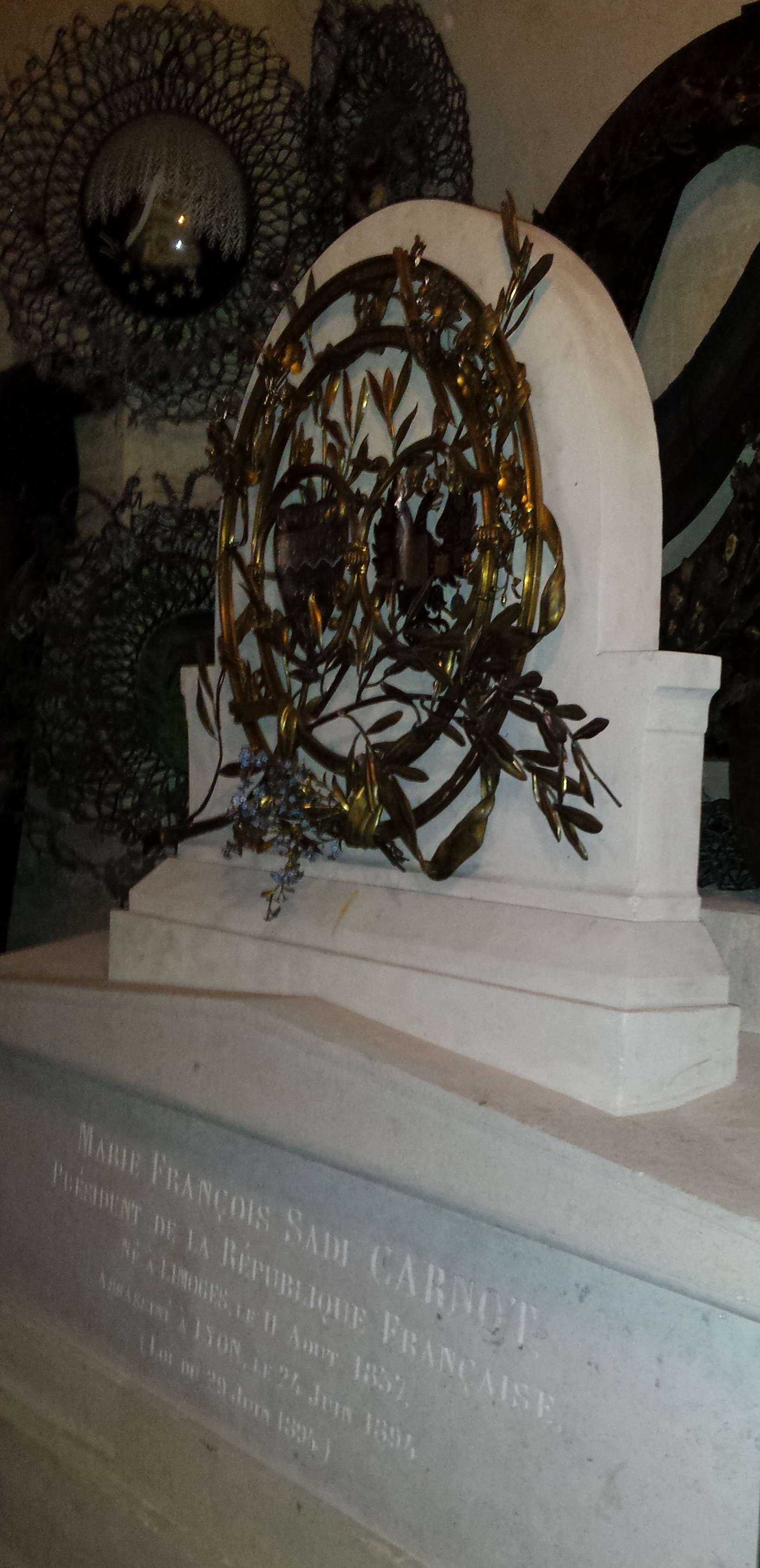
Grab Sadi Carnot

Um einer Welle anarchistischer Anschläge zu begegnen und die Agitation der Gewerkschaften zu unterbinden, wurden im Dezember 1893 die Gesetze betreffend die persönliche Freiheit und die Vergehen der Presse (lois scélérates) verabschiedet und später verschärft. Diese wurden von der sozialistischen Opposition kritisiert. Carnot wurde am 24. Juni 1894 in Lyon nach einer Rede von dem italienischen Anarchisten Sante Geronimo Caserio mit einem Dolch verletzt und starb wenige Stunden später. Er wurde in einem Ehrengrab im Panthéon bestattet.

## Orden (Auswahl)
- Ehrenlegion Frankreich
- Elefanten-Orden Dänemark
- Orden der Heiligen Mauritius und Lazarus Italien
- Orden des heiligen Karl Monaco
- Chrysanthemenorden Japan
- Nationaler Orden vom Kreuz des Südens Brasilien
- Königlicher Seraphinenorden Schweden
- Turm- und Schwertorden Portugal
- Weißer Elefantenorden Siam
- Leopoldsorden Belgien
- Erlöser-Orden Griechenland
- Orden vom Niederländischen Löwen Niederlande
- Ritterorden von San Marino San Marino
- k.u. Sankt-Stephans-Orden Österreich-Ungarn
- Orden des Drachen von Annam Annam
- Orden Danilos I. für die Unabhängigkeit Montenegro
- Orden des Weißen Adlers Serbien
- Orden des Heiligen Andreas des Erstberufenen Russland
- Annenorden Russland
- Alexander-Newski-Orden Russland
- Orden des Heiligen Wladimir Russland